# Station Colwall
Colwall is een spoorwegstation van National Rail in Colwall, Herefordshire in Engeland. Het station is eigendom van Network Rail en wordt beheerd door West Midland Trains. Het station is geopend in 1861.